# Champagné-les-Marais
Champagné-les-Marais è un comune francese di 1 680 abitanti situato nel dipartimento della Vandea nella regione dei Paesi della Loira.

## Società

### Evoluzione demografica
Abitanti censiti